# Gonow GS-1
Der Gonow GS-1 war ein Kompakt-SUV des chinesischen Herstellers Gonow. 2012 wurde die Modellbezeichnung in Gonow G3 geändert.
Vorn ähnelte das Fahrzeug stark den Audi-Q-Modellen (Q3, Q5, Q7), wogegen das Heck mit schräg stehender C-Säule an die Mercedes-Benz M-Klasse erinnerte.
Der GS-1 wurde mit einem 2,4-l-Motor mit einer für diesen Hubraum eher niedrigen Leistung von 92 kW angetrieben. Der Wagen war serienmäßig mit Zentralverriegelung, Antiblockiersystem und Klimaautomatik ausgestattet. Airbags waren dagegen optional.
Spätestens mit der Einstellung der Marke Gonow 2016 wurde auch dieses Modell eingestellt.